# Coppa di Francia 2007 (ciclismo)
La Coppa di Francia di ciclismo 2007, sedicesima edizione della competizione, si svolse dal 25 febbraio all'11 ottobre 2007, in 15 eventi tutti facenti parte del circuito UCI Europe Tour 2007 categoria 1.1. Fu vinta dal francese Sébastien Chavanel della Française des Jeux, mentre il miglior team fu Crédit Agricole.

## Calendario
| Corsa | Data         | Evento                                  | Vincitore          | Squadra            | Leader della classifica |
| ----- | ------------ | --------------------------------------- | ------------------ | ------------------ | ----------------------- |
| 1     | 25 febbraio  | Tour du Haut-Var (2007)                 | Filippo Pozzato    | Liquigas           | Simon Gerrans           |
| 2     | 25 marzo     | Cholet-Pays de Loire (2007)             | Stéphane Augé      | Cofidis            | Stéphane Augé           |
| 3     | 6 aprile     | Route Adélie (2007)                     | Rémi Pauriol       | Crédit Agricole    | Rémi Pauriol            |
| 4     | 8 aprile     | Grand Prix de la Ville de Rennes (2007) | Serhij Matvjejev   | Panaria-Navigare   | Maryan Hary             |
| 5     | 17 aprile    | Parigi-Camembert (2007)                 | Sébastien Joly     | Française des Jeux | Stéphane Augé           |
| 6     | 19 aprile    | Grand Prix de Denain (2007)             | Sébastien Chavanel | Française des Jeux | Stéphane Augé           |
| 7     | 21 aprile    | Tour du Finistère (2007)                | Niels Brouzes      | Auber 93           | Rémi Pauriol            |
| 8     | 22 aprile    | Tro-Bro Léon (2007)                     | Saïd Haddou        | Bouygues Télécom   | Sébastien Chavanel      |
| 9     | 1º maggio    | Tour de Vendée (2007)                   | Mikel Gaztañaga    | Agritubel          | Sébastien Chavanel      |
| 10    | 17 maggio    | Trophée des Grimpeurs (2007)            | Anthony Geslin     | Bouygues Télécom   | Sébastien Chavanel      |
| 11    | 2 giugno     | Grand Prix de Plumelec-Morbihan (2007)  | Simon Gerrans      | AG2R Prévoyance    | Yann Huguet             |
| 12    | 5 agosto     | La Poly Normande (2007)                 | Benoît Vaugrenard  | Française des Jeux | Rémi Pauriol            |
| 13    | 26 agosto    | Châteauroux Classic de l'Indre (2007)   | Chris Sutton       | Cofidis            | Sébastien Chavanel      |
| 14    | 23 settembre | Grand Prix d'Isbergues (2007)           | Martin Elmiger     | AG2R Prévoyance    | Sébastien Chavanel      |
| 15    | 11 ottobre   | Parigi-Bourges (2007)                   | Bernhard Eisel     | Agritubel          | Sébastien Chavanel      |

## Classifiche
| Pos. | Corridore           | Squadra         | Punti |
| ---- | ------------------- | --------------- | ----- |
| 1    | Sébastien Chavanel  | Franç. des Jeux | 128   |
| 2    | Romain Feillu       | Agritubel       | 112   |
| 3    | Rémi Pauriol        | Crédit Agricole | 102   |
| 4    | Yann Huguet         | Cofidis         | 95    |
| 5    | Benoît Vaugrenard   | Franç. des Jeux | 93    |
| 6    | Saïd Haddou         | Bouygues Tél.   | 88    |
| 7    | Simon Gerrans       | AG2R Prév.      | 85    |
| 8    | Stéphane Bonsergent | Bretagne        | 74    |
| 9    | Mikel Gaztañaga     | Agritubel       | 73    |
| 10   | Aurélien Clerc      | Bouygues Tél.   | 70    |